# Missorium des Flavius Ardabur Aspar

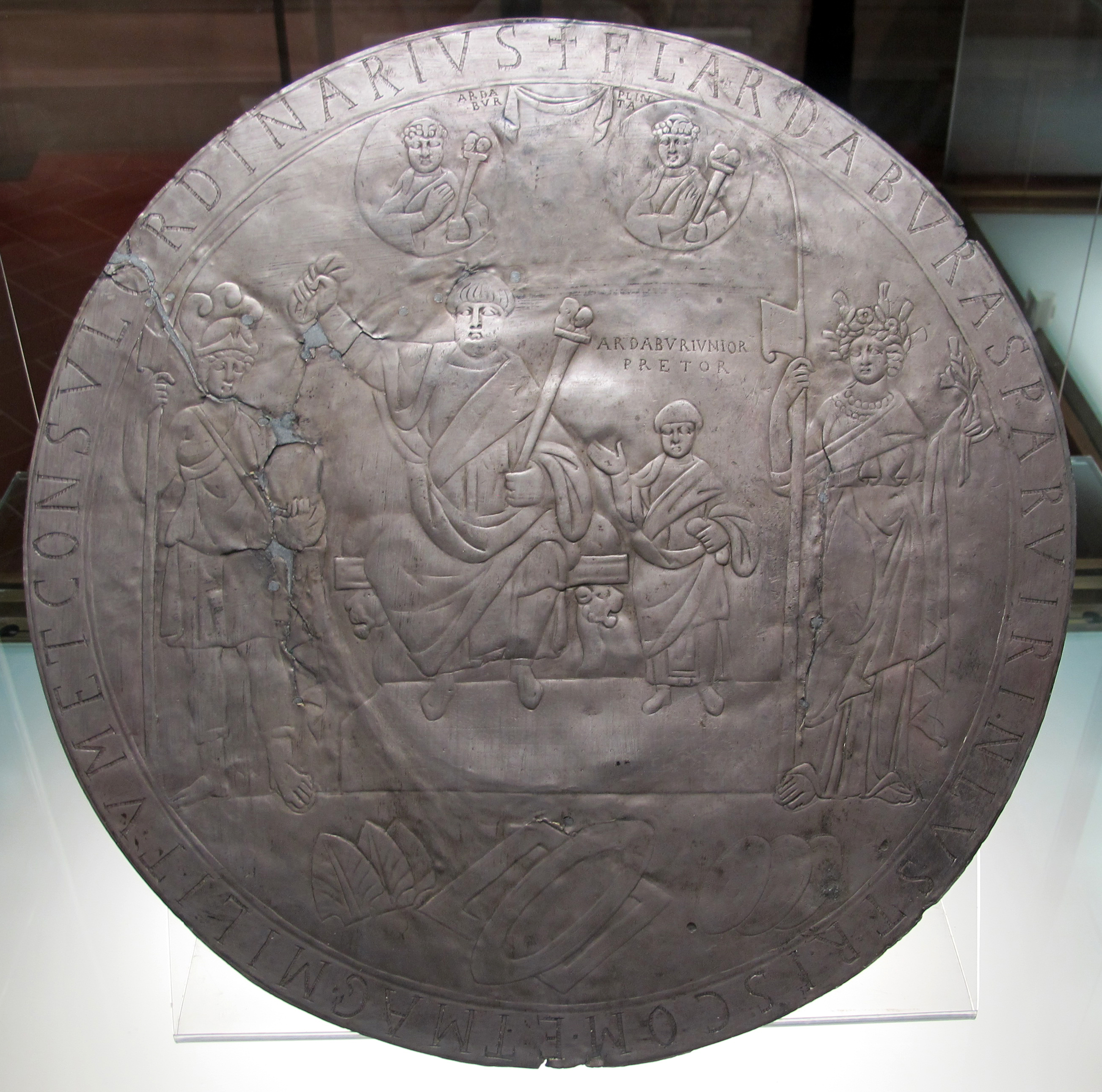
Missorium des Flavius Ardabur Aspar

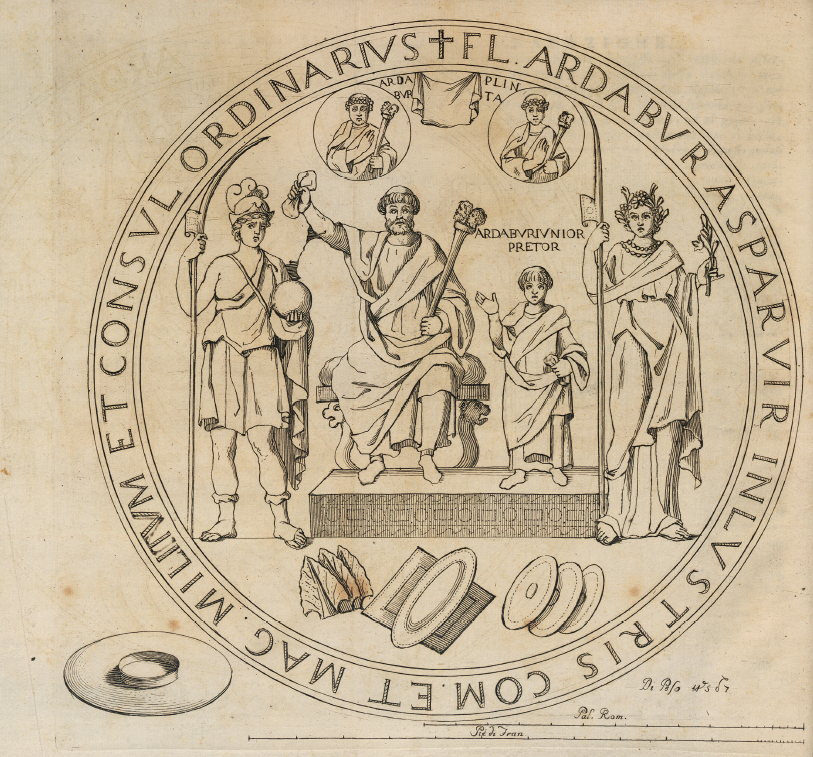
Missorium des Flavius Ardabur Aspar, Kupferstich von 1771

Beim Missorium des Flavius Ardabur Aspar handelt es sich um einen spätantiken Silberteller, der als Geschenk zum Andenken des Konsulats von Flavius Ardabur Aspar im Jahr 434 hergestellt wurde. Der Teller befindet sich heute im Archäologischen Nationalmuseum Florenz (Inv. Nr. 2588).
Der Silberteller (Missorium) misst etwa 42 cm im Durchmesser und wiegt 3600 Gramm. Er wurde 1769 gefunden, wobei der genaue Fundort unsicher ist. Wahrscheinlich kommt er aus einem spätantiken Grab aus der Gegend von Marsiliana in der Toskana. Eine erste Publikation erfolgte schon 1771. Nach der Auffindung gelangte der Teller in die Uffizien und dann in das Archäologisches Nationalmuseum Florenz. Der Teller hatte einst einen runden Fuß, der aber schon früh beschädigt war und deshalb auch schon früh entfernt wurde. Das Silber des Tellers zeigt Unreinheiten, wie sie auch von Silbermünzen bekannt sind; der Teller wurde vielleicht aus eingeschmolzenen Silbermünzen gefertigt. Es wurden wahrscheinlich diverse identische Teller produziert, die dann an bedeutende Persönlichkeiten verschenkt wurden. Das Missorium des Flavius Ardabur Aspar ist das einzige erhaltene Exemplar dieser Serie.
Der Teller zeigt auf der Vorderseite eine Szene mit diversen Figuren im Relief. Um den Rand läuft eine Inschrift, die in Übersetzung lautet: Flavius Ardabur Aspar, ein Mann von Ruhm (vir inlustris), Comes und Heermeister sowie ordentlicher Konsul (FL(avius) ARDABUR ASPAR VIR INLUSTRIS COM(es) ET MAG(ister) MILITUM ET CONSUL ORDINARIUS). Ardabur Aspar ist in der Mitte dargestellt. Er sitzt auf einem Thron mit Löwenköpfen und hält ein Szepter in der einen und eine mappa (ein Tuch) in der anderen Hand. Das Szepter zeigt als Bekrönung die Büsten der beiden regierenden Kaiser, Theodosius II. und Valentinian III. Neben Ardabur Aspar ist sein Sohn Ardabur dargestellt, mit einer Mappa in der einen Hand. Die andere Hand ist zum Gruß erhoben. Eine Beischrift identifiziert ihn: Ardabur iunior pretor (ARDABUR IUNIOR PRETOR). Über den beiden finden sich zwei Medaillons mit den Büsten des Vaters von Ardabur Aspar – Ardabur, der im Jahr 427 Konsul war – und des Plintha, der 419 Konsul war. Die beigefügten Inschriften nennen ihre Namen. Die Szene wird von zwei Personifikationen von Städten flankiert. Links steht mit hoher Wahrscheinlichkeit Roma, rechts entweder Konstantinopel oder Karthago, wobei die Identifikation dieser Personifikation Schwierigkeiten bereitet.
Der Teller würdigt ein einmaliges Ereignis in der spätantiken Geschichte. Es handelt sich um die Ernennung eines Generals barbarischer Herkunft aus dem Ostreich zum Konsul im Westreich.